# Deschampsia antarctica
Deschampsia antarctica je jeden z pouhých dvou druhů krytosemenných rostlin, jež se vyskytují v antarktické oblasti. Jedná se o velmi odolnou rostlinu, dobře přizpůsobenou životu v mrazivých podmínkách.

## Popis
Roste od jihu Chile a Argentiny, na ostrovech mezi Antarktidou a Jižní Amerikou, na Antarktických (Shetlandských ostrovech a Jižních Orknejích) až po severozápad Antarktického poloostrova. V posledních desetiletích se na Antarktickém poloostrově počet těchto rostlin znásobil pětadvacetkrát. Důvodem je rychlé globální oteplování.
Deschampsia roste na slunečných stráních a svazích hor, kde bez problému prosperuje i v kamenitém terénu. Snáší mráz i v době kvetení. Vegetační doba je krátká. Vysoká je od pěti do 20 cm. Růst rostliny začíná už v listopadu, kdy klíčí semena, nebo se k životu probírají kořeny, které přečkaly zimu a v prosinci už kvetou. Nejdříve začínají kvést rostliny na pobřeží, v blízkosti moře, v místech kam se může dostat mořská voda z vln. Její květenství jsou laty.